# 이정 (고려 전기)
이정(李頲, 1025년 ~ 1077년) 은 고려 전기의 문신으로 인예왕후의 오빠이자 원신궁주의 친정아버지이다. 본관은 인천(仁川)이고, 자는 백약(百藥)이며, 시호는 정헌(貞憲)이다. 만년에 불교에 심취했다.

## 생애
수태사 겸 중서령(守太師兼中書令) 문하시중을 지낸 이자연(李子淵)의 장남으로, 이호, 이석의 형제이다. 문종비 인예태후(仁睿太后)의 오빠이며, 선종비 원신궁주(元信宮主)의 친정아버지이다.
고려사와 이정 묘지명의 기록을 종합해 보면 그의 생애는 이렇다.
- 1044년 아버지 이자연에 의해 음보로 관직에 올라 내고부사(內庫副使)가 되었다.
- 1047년 예빈성주부(禮賓省注簿)로 벼슬을 옮겼다.
- 1049년 합문지후(閤門祗候)의 작위가 더해졌다.
- 1052년 상서고공원외랑(尙書考功員外郎)으로 벼슬을 옮겨 지방으로 나가 양주(楊州)를 다스렸다.
- 1055년 임기가 끝나 상서호부원외랑(尙書戶部員外郎)이 되었다.
- 1056년 정랑(正郞)이 더해지고 겸직되었으며 비어대(緋魚袋)를 하사받았다.
- 1057년 위위소경 지합문사(衛尉少卿 知閤門事)에 임명되었다
- 1059년 상서우승(尙書右丞)으로 벼슬을 옮겼다.
- 1060년 상서이부시랑(尙書吏部侍郞)으로 벼슬을 고쳐 제수받았으며 자금어대(紫金魚袋)를 하사받았다.
- 1062년 전중감 지상서이부사(殿中監 知尙書吏部事)가 되었다.
- 1064년 본관(本官)으로서 동지중추원사(同知中樞院事) 겸 삼사사(三司使)가 되었다.
- 1068년 우산기상시(右散騎常侍)를 제수받았다.
- 1070년 호부상서 중추사 권서경유수사(戶部尙書 中樞使 權西京留守使)로 벼슬을 옮겼다.[2]
- 1071년 이부상서(吏部尙書)로 벼슬을 고쳐 제수받았다.
- 1072년 참지정사 판삼사사 주국(叅知政事 判三司事 柱國)에 제배되었다.
- 1075년 7월 중서시랑 동중서문하평장사 상주국(中書侍郞 同中書門下平章事 上柱國), 12월 판서북면 병마사(判尙書兵部事 西北面兵馬事)에 임명되었다.[3]
- 1077년 5월 수태사(守太師) 겸 문하시중(門下侍中)이 되었으나 같은 달 13일 저녁 향년 53세로 사망하니 시호를 정헌(貞憲)이라 했다.

## 가계
- 아버지 : 이자연
  - 부인 : 상당군부인 청주 이씨 (왕가도의 딸)
    - 장남 : 이자인(李資仁, ? ~ 1091)
    - 차남 : 이자의(李資義, ? ~1095)
    - 3남 : 이자충(李資忠)
    - 4남 : 이자효(李資孝)
    - 5남 : 이자조(李資早)
    - 장녀 : 김의영(金義溫英)에게 출가
    - 차녀 : 왕도(王燾)에게 출가
    - 3녀 : 원신궁주(元信宮主)

## 같이 보기
- 이자연
- 이자겸
- 이호
- 이석
- 이자의
- 김은부